# 그린 도트

그린 도트의 로고

그린 도트(Green dot)는 유럽 재활용 처리 제도이다. 원래 폐기물 법의 포장 조례 도입에 뒤이어 1991년 듀얼 시스템 독일 유한회사(DSD)로부터 도입되었다. 독일의 산업 투자 듀얼 시스템의 성공적인 도입 이후, 유사한 듀얼 시스템(Green Dot)이 대부분의 다른 유럽 국가들에서도 도입되었다.
그린 도트는 자회사의 제품 포장 및 포장을 복구할 제조업체가 필요한 모든 기업에 구속력을 갖는 유럽의 "포장 및 포장 폐기물 지침-94/62/EC"에 적용된다. 지침에 따르면, 비록 대량 생산에서 이것은 거의 항상 불가능하고 작은 부피의 제품 생산자들에게만 가능하지만, 회사가 그린 도트 제도에 가입하지 않은 경우 그들 스스로 재활용 가능한 포장재를 수거해야 한다. 개별 국가들의 규제 당국은 불이행 회사에 벌금을 부과할 권한을 가지며, 나라마다 다르게 시행한다. 이에 환경운동가들은 몇몇 국가들이 고의적으로 이러한 유럽의 지시를 간과한다고 주장하기도 한다.

## 개념
그린 도트 시스템은 제품의 생산자가 지불하는 그린 도트 라이선스 비용에 의해 재정된다. 요금은 국가별로 다양하며 포장에 사용되는 재료(종이, 플라스틱, 금속, 목재, 골판지 등)에 근거하여 책정된다. 각 국가는 또한 계획 및 지속적으로 고정적 및 가변적인 비용에 합류하는 것에 대해 각기 다른 요금을 지불한다. 또한 요금에는 수거, 분류 그리고 재활용 방법에 따른 비용도 고려된다.
다시 말해, 이 시스템은 제조업자로 하여금 라이센스 요금을 절약하게 함으로써 포장 비용을 줄이도록 장려한다.

## 로고 디자인과 그 양식의 혼동
그린 도트 기호의 디자인은 중국 Taijitu (음과 양) 기호와 게리 앤더슨의 재활용 기호와 분명 연결고리가 있다. 공식적인 로고는 풀 컬러 인쇄를 사용할 수 있으며, 밝고 어두운 녹색의 음영 (팬톤 366C와 343C) 양식으로 되어있다. 비용상의 이유로 또는 다른 기호와 시각적인 충돌을 방지하기 위해, 많은 제조업체들은 패키지에 검은 색과 흰색 또는 기타 색상 조합을 선택했다.
그린 도트 로고는 단순히 회사가 그린 도트 체계에 가입했음을 나타내며, 반드시 포장재가 완전히 재활용된다는 것을 의미하지는 않는다. 로고는 종종 재활용 로고와 혼동된다.

## 유럽 전체로의 확산 과정
1990년대 초반, 쓰레기 매립 수용 능력은 점점 감소하는 데 반해 산업의 지속적 성장에 따른 포장재 폐기물이 급진적으로 증가하여 독일은 쓰레기 문제의 심각성을 느끼기 시작하였다. 임박하고도 장기적인 위기에 직면하자, 독일은 매립지로 가는 가정의 생활 쓰레기의 양을 억제하는 데 도움이 될 법안을 통과시켰다. 그 당시, 포장재는 유럽 매립지 쓰레기의 25~30%를 차지하였고, 제품을 수반한 포장재의 부피를 줄이기 위한 산업 자체의 노력은 매우 부족하였다.
유럽 전역의 다른 국가 정부들은 독일의 Grüner Punkt 계획에서 가능성을 발견하였고, 1994년 후반, 유럽 공동체(오늘날의 유럽 연합, EU)는 공식적으로는 "포장 및 포장폐기물 지침-94/62/EC"라 알려진 유럽 포장 지침을 통과시켰다.
목표는 환경 보호의 높은 수준을 제공하는 가정용 포장 폐기물의 관리에 관한 국가의 법률을 조화시키는 것이었다. 그리고 이 법안의 목적은 교육 및 유료 복구 프로그램을 통해 처음부터 포장 폐기물의 발생을 방지하는 것이다. 독일의 주도 하에, 더 많은 국가들은 그들 자신의 국가 조직을 형성하였다. 그 결과, 총 32개국이 국가의 포장 복구 프로그램을 관리할 국가 포장 준수 조직을 갖추게 되었다. 그 중 3개국(덴마크, 네덜란드, 우크라이나)은 Grüner Punkt 프로그램을 제공하지 않은 대신 그들 자신의 프로그램을 도입하였다.
유럽은 어떤 종류의 우산 조직이 그들을 돕는 것이 불가능하다면 산업 분야가 규정 준수를 관리해야 하는 어려운 시기를 겪을 것이라 예측하였다. 이러한 자가적 인식에 따라, PRO EUROPE 이 1995년에 설립되었다. 전 세계적 관리는 PRO Europe(포장복구기구 유럽)이 유럽 내 다양한 국가적 그린 도트 운영 기관을 대신한다.

## PRO EUROPE
PRO EUROPE는 “포장 복구 조직 유럽(Packaging Recovery Organization Europe)”의 약자다. 이들의 주된 임무는 국가 복구 조직들이 그들의 고객들에게 최상의 서비스를 제공하도록 돕고 생산자의 책임과 효율적인 포장재 관리의 상징으로서 Grüner Punkt의 로고를 관리하는 것이다.
PRO EUROPE은 또한 Grüner Punkt 상표의 보호자로서의 역할을 하고 포장 폐기물을 줄이는 것의 이점에 대한 교육을 촉진한다. 하지만 무엇보다도 중요한 그들의 임무는 국가 기관이 성공적으로 수거 시스템을 구현할 수 있도록 돕는 것이다.
오늘날, Grüner Punkt 프로그램은 130,000개 이상의 참여 기업을 보유하고 있으며, 4,600억 개 이상의 포장이 Grüner Punkt 로고와 함께 표시되고 있다. 또한, 유럽의 단체들에 의해 사용된 포장 폐기물의 약 1,470만 톤이 복구되고 재활용되었다.

## 환경보호를 위한 독일의 쓰레기정책
Grüner Punkt 의 시행 이외에도 독일은 쓰레기 문제를 해결하기 위하여 다양한 정책을 시행하고 있다.
문제가 수면 위로 드러나자, 시민단체 주도로 정부는 각종 쓰레기 처리 규정을 제정하고, 쓰레기 소각장에서 발생하는 유독가스 베출을 엄격하게 규제하며, 매립지에 관한 규정을 신설하는 정책을 실시하였다. 환경보호 차원의 쓰레기 처리문제에 수십 억 마르크를 투자하였으나, 안전한 쓰레기 처리에는 역시나 미흡하였다. 이에, 물론 쓰레기를 최대한 발생시키지 않는 것이 제 1순위이지만, 쓰레기를 재활용해야한다는 인식이 확산되었다. 이를 위해서 Grüner Punkt 제도를 시행하여 생산자가 제품에 대한 제조 책임을 끝까지 지게 함으로써 해결될 수 있었다.
독일의 현 쓰레기정책은 쓰레기를 없애고, 친환경적으로 재활용하며, 환경친화적으로 처리하는 것이다. 생산자의 책임을 통한 쓰레기 발생을 방지하고도 해결되지 않는 많은 쓰레기들을 친환경적으로 처리하기 위하여 독일은 2003년 1월 1일 1회용 음료수 용기에 관한 공병회수제도가 발효되었다. 유리, 알루미늄, 페트병 등 1회용 용기에 담긴 생수, 맥주, 청량음료를 마신 후 빈병을 반납하면, 1병당 25센트를 돌려주는 제도다. 1.5리터 이상은 1병당 50센트로 계산한다. 과일주스, 와인, 샴페인, 술, 우유 등은 해당되지 않는다. 공병제는 자원재활용 시스템을 강화시켜 소중한 천연자원을 보다 많이 활용할 수 있도록 해준다.
생산자의 제조책임과 관련하여 배터리, 폐자동차, 폐기름에 관한 규정이 준비 단계에 있으며, 경제의 자기책음을 위해 폐종이나 건축용 폐기물 등에 관한 규정도 추가로 마련될 예정이다. 이처럼 독일은 쓰레기정책 제정을 위해 끊임없이 노력함으로써 환경 보호를 정부 주도로 활발하게 실천하고 있다.

## 같이 보기
- 재활용 기호

## 참고 문헌
- 《Tatsachen über Deutschland》, 주한 독일 대사관